# Гидроаппарат
Гидроаппарат — гидрооборудование, предназначенное для управления потоком рабочей жидкости в системах гидропривода. Под управлением потоком рабочей жидкости понимают изменение или поддержание заданных значений давления или расхода рабочей жидкости, или изменения направления, пуск и остановку потока рабочей жидкости. Как собирательное название гидроаппаратов используется термин «гидроаппаратура».

## Классификация
1. Гидроаппаратура распределения потоков жидкости: 
- гидравлические распределители;
- обратные клапаны и гидрозамки.

2. Гидроаппаратура управления величиной потока жидкости:
- дроссели;
- регуляторы расхода;
- делители потока.

3. Гидроаппаратура (гидроклапаны) деления давлением:
- предохранительные клапана прямого и непрямого действия;
- переливные клапана прямого и непрямого действия;
- редукционные и напорные клапана, клапана соотношения давлений;
- разгрузочный гидроклапан;
- гидроклапаны последовательности;
- гидроклапаны выдержки времени.

4. Вспомогательная гидроаппаратура:
- средства кондиционирования жидкости;
- гидробаки;
- теплообменники;
- гидроаккумуляторы и др.